# 広島県立広島中央特別支援学校

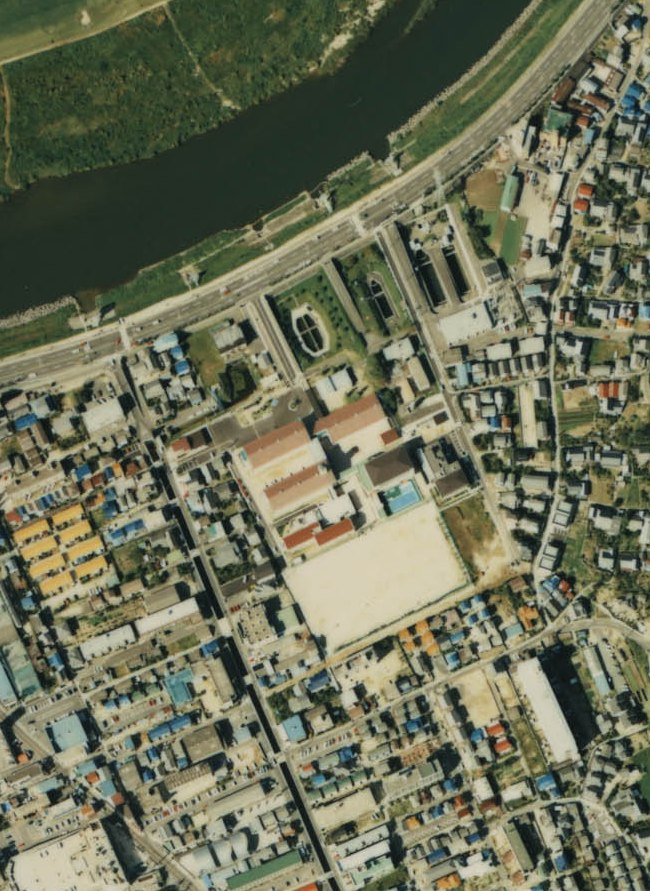
上空から
1988年。。

広島県立広島中央特別支援学校（ひろしまけんりつ ひろしまちゅうおうとくべつしえんがっこう）は、広島県広島市東区戸坂千足二丁目にある県立特別支援学校。視覚障害を抱える児童・生徒を教育対象とする。
広島県立盲学校を2007年4月に校名変更した。

## 学部
- 幼稚部
- 小学部
- 中学部
- 高等部本科
  - 普通科 (学校)
  - 保健理療科
- 高等部専攻科
  - 理療科
  - 保健理療科

## 沿革
- 1914年（大正3年）9月1日 - 私立広島盲学校、私立広島ろう学校の併設両校が、広島市平塚町で開校。
- 1915年（大正4年）2月1日 - 広島市新川場町に新築移転。
- 1921年（大正10年）4月1日 - 広島県に移管、広島県立盲唖学校と改称。
- 1934年（昭和9年）4月1日 - 広島県立盲学校に改称。
- 1943年（昭和18年）10月1日 - 広島市尾長町に移転。
- 1945年（昭和20年）8月6日 - 広島市に原爆が投下され被爆。
- 1948年（昭和23年）5月3日 - 広島県盲学校に改称。
- 1968年（昭和43年）10月1日 - 広島県立盲学校に改称。
- 1969年（昭和44年）7月15日 - 広島市牛田町に新築移転。
- 1971年（昭和46年）4月1日 - 幼稚部を設置。
- 1988年（昭和63年）8月4日 - 現在地に新築移転。
- 2007年（平成19年）4月1日 - 校名を「広島県立盲学校」から「広島県立広島中央特別支援学校」に名称変更。